# Glomera tamiana
Glomera tamiana är en orkidéart som beskrevs av Johannes Jacobus Smith. Glomera tamiana ingår i släktet Glomera och familjen orkidéer. Inga underarter finns listade i Catalogue of Life.